# Teoria di Galois
In matematica, la teoria di Galois è una branca superiore dell'algebra astratta.
Al livello più semplice usa i gruppi di permutazioni per descrivere come le varie radici di un dato polinomio sono collegate le une con le altre. Questo era l'originale punto di vista di Évariste Galois.
L'approccio moderno alla teoria di Galois, sviluppato da Richard Dedekind, Leopold Kronecker e Emil Artin fra gli altri, comprende lo studio degli automorfismi delle estensioni di campi.
Ulteriori astrazioni della teoria di Galois si ottengono con la teoria delle connessioni di Galois.

## Applicazione a problemi classici
La nascita della teoria di Galois è stata motivata originariamente dalla seguente constatazione, nota con il nome di teorema di Abel-Ruffini.
 "Non esiste nessuna formula per le radici di una generica equazione polinomiale di quinto grado (o superiore) in funzione dei coefficienti del polinomio, usando solo le normali operazioni algebriche (addizione, sottrazione, moltiplicazione, divisione) e l'applicazione di radicali (radici quadrate, radici cubiche, ecc.)" 
La teoria di Galois rende chiaro ed evidente il perché sia possibile risolvere le equazioni di grado quattro o inferiore, specificando un criterio generale affinché una particolare equazione polinomiale di un qualsiasi grado abbia le soluzioni esprimibili mediante operazioni algebriche e radicali.
La teoria di Galois ha inoltre applicazioni in molti problemi di costruzione con riga e compasso in geometria. Ad esempio,
 "Quali poligoni regolari sono poligoni costruibili?" 
 "Perché non è possibile trisecare ogni angolo?" 
 "Perché non è possibile costruire un quadrato la cui area sia la stessa di un cerchio?" 
In tutti i casi la costruzione deve essere svolta solo con una riga e un compasso.

## L'approccio dei gruppi di permutazioni
Se abbiamo un dato polinomio, può succedere che alcune delle radici del polinomio siano connesse da varie equazioni algebriche. Ad esempio, può succedere che per due delle radici, diciamo A e B, valga l'equazione A2 + 5B3 = 7. L'idea centrale di Galois è l'osservazione  che ogni equazione algebrica soddisfatta dalle radici è ancora soddisfatta dopo che le radici sono state permutate. Un'importante clausola è che ci limitiamo ad equazioni algebriche nelle quali i coefficienti sono numeri razionali. (Si può specificare invece un determinato campo nel quale devono trovarsi i coefficienti, ma per questo semplice esempio ci limitiamo al campo dei numeri razionali.)
L'insieme di queste permutazioni forma un gruppo di permutazioni, chiamato anche gruppo di Galois del polinomio (sui numeri razionali). Il discorso può essere reso più chiaro da un esempio.

### Primo esempio - equazione quadratica
Si consideri l'equazione quadratica
{\displaystyle x^{2}-4x+1=0}
Usando la formula quadratica, troviamo che le due radici sono
{\displaystyle A=2+{\sqrt {3}}}
{\displaystyle B=2-{\sqrt {3}}}
Esempi di equazioni algebriche soddisfatte da A e B includono
A + B = 4,   e
AB = 1.
Ovviamente, in entrambe queste equazioni, se scambiamo A e B, otteniamo un'altra espressione vera. Ad esempio, l'equazione A + B = 4 diventa semplicemente B + A = 4. Inoltre, è vero, ma meno ovvio, che questo vale per ogni possibile equazione algebrica soddisfatta da A e B; per provare questo si richiede la teoria dei polinomi simmetrici.
Concludiamo quindi che il gruppo di Galois del polinomio x2 − 4x + 1 consiste in due permutazioni: la permutazione identica che lascia A e B inalterati, e la permutazione di trasposizione che scambia A e B. Come gruppo, è isomorfo al gruppo ciclico di ordine due, denotato con Z/2Z.
Si può sollevare l'obiezione che A e B sono collegati da un'altra equazione algebrica,
A − B − 2√3 = 0,
che non rimane vera quando A e B sono scambiati. Ma questa equazione non ci interessa, perché non ha coefficienti razionali; in particolare √3 è non razionale.
Una discussione simile si applica ad ogni polinomio quadratico ax2 + bx + c, dove a, b e c sono numeri razionali.
- Se il polinomio ha una sola radice, ad esempio x2 − 4x + 4 = (x−2)2, allora il gruppo di Galois è banale; cioè, consiste solo nella permutazione identica.
- Se ha due radici razionali distinte, ad esempio x2 − 3x + 2 = (x−2)(x−1), il gruppo di Galois è ancora banale.
- Se ha due radici irrazionali (incluso il caso in cui le radici sono complesse), allora il gruppo di Galois contiene due permutazioni, come nell'esempio precedente.

### Secondo esempio
Si consideri il polinomio
x4 − 10 x2 + 1,
che può essere scritto anche come
(x2 − 5)2 − 24.
Vogliamo descrivere il gruppo di Galois di questo polinomio, ancora sul campo dei numeri razionali. Il polinomio ha quattro radici:
A = √2 + √3,
B = √2 − √3,
C = −√2 + √3,
D = −√2 − √3.
Ci sono 24 modi possibili per permutare queste quattro radici, ma non tutte queste permutazioni sono elementi del gruppo di Galois. Le permutazioni del gruppo di Galois devono preservare ogni equazione algebrica (a coefficienti razionali!) che coinvolge A, B, C e D. Un'equazione del genere è
A + D = 0.
Perciò, ad esempio, la permutazione
(A, B, C, D) → (A, B, D, C)
non è permessa, perché trasforma l'uguaglianza vera A + D = 0 nella A + C = 0, che non è più vera in quanto A + C = 2√3 ≠ 0.
Un'altra uguaglianza soddisfatta dalle radici è
(A + B)2 = 8.
Questa esclude ulteriori permutazioni, come
(A, B, C, D) → (A, C, B, D).
Continuando su questa strada, vediamo che le uniche permutazioni rimanenti sono
(A, B, C, D) → (A, B, C, D)
(A, B, C, D) → (C, D, A, B)
(A, B, C, D) → (B, A, D, C)
(A, B, C, D) → (D, C, B, A),
e il gruppo di Galois è isomorfo al gruppo di Klein.

## L'approccio moderno alla teoria dei campi
Nell'approccio moderno, si parte da una estensione di campi L/K, e si esamina il gruppo degli automorfismi di L/K. Vedi gruppo di Galois per ulteriori spiegazioni ed esempi.
La connessione fra i due approcci è la seguente. I coefficienti del polinomio in questione devono essere scelti dal campo di partenza K. Il campo superiore L deve essere il campo ottenuto aggiungendo le radici dei polinomi in questione al campo di partenza. Ogni permutazione delle radici che rispetta le equazioni algebriche descritte in precedenza dà origine a un automorfismo di L/K, e viceversa.
Nel primo esempio abbiamo studiato l'estensione Q(√3)/Q, dove Q è il campo dei numeri razionali, e Q(√3) è il campo ottenuto da Q aggiungendo √3. Nel secondo esempio, abbiamo studiato l'estensione Q(A,B,C,D)/Q.
Sono molti i vantaggi dell'approccio moderno rispetto all'approccio del gruppo di permutazioni.
- Permette una dichiarazione molto più semplice del teorema fondamentale della teoria di Galois.
- L'uso di un campo di base diverso da Q è cruciale in molte aree della matematica. Ad esempio, nella teoria dei numeri algebrica, spesso si sfrutta la teoria di Galois usando campi di numeri, campi finiti o campi locali come campi di base.
- Permette di studiare molto più facilmente le estensioni infinite. Ancora questo è importante nella teoria dei numeri algebrica, dove per esempio si discute spesso il gruppo di Galois assoluto di Q, definito come il gruppo di Galois di K/Q dove K è una chiusura algebrica di Q.
- Permette di considerare le estensioni inseparabili. Questo problema non si presenta nell'ambito della teoria classica, poiché viene sempre assunto implicitamente che l'aritmetica ha luogo in un caso di caratteristica zero, ma caratteristiche non nulle si presentano frequentemente nella teoria dei numeri e nella geometria algebrica.
- Rimuove la confidenza abbastanza artificiale nella caccia alle radici di polinomi. Cioè, differenti polinomi possono portare alle stesse estensioni di campi, e l'approccio moderno riconosce le connessioni fra questi polinomi.

## Gruppi risolubili e soluzioni mediante radicali
La nozione di gruppo risolubile nella teoria dei gruppi permette di determinare se un polinomio è risolvibile mediante radicali, a seconda che il suo gruppo di Galois abbia la proprietà di risolubilità. Essenzialmente, ogni estensione di campi L/K corrisponde a un gruppo fattore in una serie di composizione del gruppo di Galois. Se un gruppo fattore nella serie di composizione è ciclico di ordine n, allora l'estensione di campi corrispondente è un'estensione radicale, e gli elementi di L possono essere espressi usando la radice n-esima di alcuni elementi di K.
Se tutti i gruppi fattore nelle loro serie di composizione sono ciclici, il gruppo di Galois è detto risolubile, e tutti gli elementi del campo corrispondente possono essere ottenuti prendendo ripetutamente radici, prodotti e somme di elementi del campo di base (solitamente Q).
Uno dei più grandi trionfi della teoria di Galois è stata la dimostrazione che per ogni n > 4 esistono polinomi di grado n che non sono risolubili da radicali - il teorema di Abel-Ruffini. Questo è dovuto al fatto che per n > 4 il gruppo simmetrico Sn contiene un sottogruppo normale semplice e non ciclico.

## Il problema di Galois inverso
È facile costruire estensioni di campo aventi un qualsiasi gruppo finito come gruppo di Galois. Cioè, tutti i gruppi finiti si possono presentare come gruppi di Galois.
Quindi, si scelga un campo K e un gruppo finito G. Il teorema di Cayley dice che G è (a meno di isomorfismi) un sottogruppo del gruppo simmetrico S sugli elementi di G. Si scelgano {xα}, uno per ogni elemento α di G, e si uniscano a K per ottenere il campo F = K({xα}). Il campo L delle funzioni razionali simmetriche in {xα} è contenuto in F. Il gruppo di Galois di F/L è S, in base a un risultato di Emil Artin. G agisce su F restringendo l'azione di S. Se il campo fissato per questa azione è M, allora, per il teorema fondamentale della teoria di Galois, il gruppo di Galois di F/M è G.
È un problema aperto (in generale) la costruzione di una estensione di campi di un campo di base fissato dato un gruppo finito come gruppo di Galois.